# منظمة ووتر آيد
منظمة  ووتر آيد  (بالإنجليزية: WaterAid)‏ هي منظمة دولية غير ربحية تأسست عام 1981 كاستجابة لعقد الأمم المتحدة الدولي لمياه الشرب والصرف الصحي (1981-1990).
تأسست المنظمة لأول مرة في 21 يوليو 1981 كشركة خيرية في مكاتبها الرئيسية بلندن. واعتبارا من عام 2013 ، كان لدى WaterAid مكاتب لجمع التبرعات تقع في أستراليا واليابان والسويد والمملكة المتحدة والولايات المتحدة بينما كانت تعمل في 28 دولة حول العالم. تشمل الأنشطة تزويد الناس بالمياه النظيفة، والصرف الصحي الآمن والتثقيف الصحي. وبحلول عام 1987 ، تجاوز دخلها مليون جنيه إسترليني سنويا ، وسجلت حساباتها للفترة 2005-2006 إيرادات قدرها 26.9 مليون جنيه إسترليني. في ديسمبر 2011 ، جمعت 55.8 مليون جنيه إسترليني في المملكة المتحدة ، وأنفقت 54 مليون جنيه استرليني.